# Ulica Izaaka w Krakowie
Ulica Izaaka – ulica w Krakowie, w dzielnicy I Stare Miasto, na Kazimierzu. Przebiega od ulicy Jakuba w kierunku zachodnim do ulicy Estery.
Ulica wytyczona została pod koniec XVI wieku na terenie zakupionym w 1583 roku przez władze miasta Kazimierz. Na planach miasta pochodzących z XVIII wieku nie posiada nazwy, a zachodnia część ulicy była w XIX wieku określana mianem Placu Rybnego. Dopiero w 1880 roku otrzymała nazwę plac Izaaka, a w 1881 roku nazwę ulica Izaaka. Jej nazwa została nadana dla upamiętnienia pobliskiej Synagogi Izaaka.
W zabudowie ulicy znajdują się fragmenty z XVII i XVIII wieku: domy nr 5 (Synagoga Stowarzyszenia Bóżniczego Szir) oraz 7.

## Zabudowa
- ul. Izaaka (ul. Kupa 18) – Synagoga Izaaka Jakubowicza. Projektował Jan Laittner, 1638–1644[a].
- ul. Izaaka (ul. Estery 18) – Drukarnia, XX wiek.
- ul. Izaaka 1 (ul. Estery 20) – Kamienica, 1912.
- ul. Izaaka 3 (ul. Kupa 11) – Kamienica, 1906.
- ul. Izaaka 5 (ul. Kupa 20) – Kamienica, XVII wiek. Obecnie siedziba Międzynarodowego Centrum Rozwoju Demokracji[4].

Opracowano na podstawie źródła: Gminnej ewidencji zabytków – Kraków.